# Frederick Sanger
Frederick Sanger (Gloucestershire, 13 agosto 1918 – Cambridge, 19 novembre 2013) è stato un chimico britannico, quarta persona nella storia a essere premiata con due Premi Nobel.
È l'unico britannico ad aver vinto due volte il premio Nobel per la Chimica ed è anche una delle uniche tre persone in assoluto ad aver rivinto il premio Nobel nella stessa categoria.

## Biografia

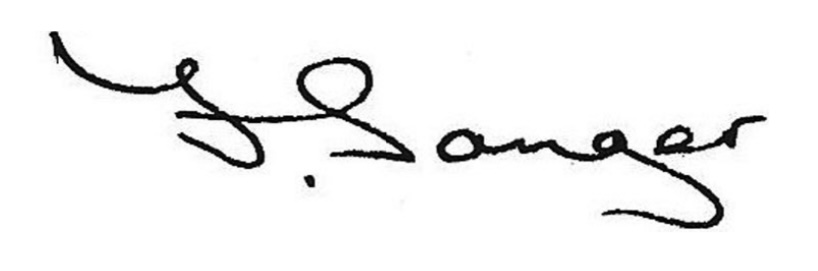
Firma Sanger

Frederick Sanger è nato il 13 agosto 1918 a Rendcomb, un piccolo paese nel Gloucestershire, Inghilterra, secondogenito di Frederick e Cicely Sanger. Il padre studiò Scienze Naturali al St John's College di Cambridge, dove svolse ricerche post laurea, ed essendo un uomo religioso andò in Cina come missionario, fondandovi una scuola per i bambini meno abbienti con il supporto della “Church Missionary Society”. Successivamente si trasferì a Gloucestershire come medico locale, dove conobbe Cicely Crewdson (futura madre di Sanger), figlia di un ricco produttore di cotone, la quale si era rivolta a lui per la cura di un dito settico. I due si innamorarono e si sposarono nel 1916, stabilendosi a Rendcomb. Oltre a Frederick, comunemente chiamato Fred, ebbero altri due figli: Theodore (Theo), primogenito, e la sorella minore Mary (May). Nella famiglia vi era un forte spirito religioso, ed essendo ferventi sostenitori del quaccherismo, anche i tre figli ne furono condizionati.
(George G. Brownlee, Fred Sanger, Double Nobel laureate: a biography)
Theo era molto più estroverso e vivace di Fred, il quale viene descritto dalla madre come un ragazzo “calmo e pacifico”. Nel 1923 si trasferirono a "Far Leys" a Tanworth-in-Arden, vicino a Birmingham, un importante luogo di ritrovo dei quaccheri. Durante la sua infanzia fu educato da una governante che istruì i tre fratelli, fino a quando Fred compì 9 anni. Egli, grazie all’influenza di suo fratello con cui giocava nelle campagne inglesi cacciando uccelli e catturando serpenti, si interessò sin da piccolo alla scienza, specialmente a quella naturale.

### Studi
Nel 1927 Sanger iniziò a frequentare la Downs School, una scuola quacchera, vicino Malvern. I primi anni di scuola furono difficili a causa degli eventi di bullismo di cui fu vittima, ma gradualmente la situazione migliorò. Con il passare del tempo divenne il primo della classe e si inserì nella squadra di rugby e di cricket della scuola. Nel 1932 si trasferì alla scuola di Bryanston, una scuola pubblica nel Dorset, dove ebbe la possibilità di utilizzare spesso il laboratorio di biologia e chimica. In questo istituto, due insegnanti in particolare ebbero un’influenza positiva su di lui, ovvero Frazer Hoyland per la biologia e Geoffrey Ordish per la chimica.
Nel 1936, durante l’ultimo anno a Bryanston, Sanger fece un viaggio di scambio culturale a Schloss Salem in Germania, dove ebbe modo di osservare il processo di “nazificazione” del paese e il suo effetto nella scuola che frequentava. Di conseguenza le attività sportive erano preferite a scapito della formazione accademica.
Sanger, tornato a Bryanston, ottenne ottimi risultati nel suo esame di certificazione scolastica, che gli garantirono la sua ammissione al St John's college di Cambridge, il college che suo padre e due suoi zii, John e Hubert Sanger, avevano frequentato.
Nonostante i suoi genitori sperassero che studiasse medicina, Fred Sanger decise di intraprendere gli studi di biochimica ed ebbe come insegnante Ernest Baldwin.
(George G. Brownlee, Royal Society Publishing)
Sanger trovò il suo primo anno a Cambridge molto impegnativo dal punto di vista accademico, poiché non aveva conseguito l'Higher Certificate a scuola che gli avrebbe dato basi sufficienti per affrontare fisica e matematica all'università. Fu un periodo difficile, aggravato dalla morte di entrambi i genitori: il padre morì nel 1937 durante un’operazione per rimuovere un cancro allo stomaco, e la madre morì un anno dopo, nel 1938, per un cancro al colon.
Convinto pacifista dichiarato, firmò la "Peace Pledge Union" e divenne membro del “Cambridge scientist anti-war movement”. In questo contesto Frederick Sanger conobbe Joan Howe, una studentessa universitaria di economia del Newnham College di Cambridge. Fred e Joan si sposarono il 28 dicembre 1940 a Syde, nel Gloucestershire, unione da cui nacquero tre figli: Robin, Peter e Sally.

### Ricerca
Dopo essersi laureato, anche grazie all'eredità lasciatagli da un suo parente, riuscì a finanziare il suo dottorato (PhD studies) a Cambridge anche se ebbe alcuni problemi iniziali perché Bill Pirie, con cui aveva deciso di lavorare, lasciò il dipartimento un mese dopo. Fortunatamente Albert Neuberger, il professore di biochimica, accettò di supervisionare la ricerca di Sanger sul metabolismo della lisina, un importante costituente amminoacidico delle proteine.
Sanger non fu capace di comprendere il metabolismo della lisina, traguardo che fu raggiunto solo negli anni '70. In questo periodo tuttavia pubblicò cinque articoli come risultato dei suoi studi, tra cui un documento sul tema "Azoto della patata" nell'ambito dello sforzo bellico. Nella tesi di Sanger già si introduceva il suo prossimo progetto: il sequenziamento dell’insulina.

### Sequenziamento insulina
Neuberger lasciò Cambridge per il National Institute of Medical Research di Londra. Così il professore entrante di biochimica, Albert Chibnall, persuase Sanger a studiare l’insulina, su cui lui e il suo gruppo di ricerca stavano già lavorando. Ancora non si sapeva nulla della sequenza proteica dell'insulina, così come di qualsiasi altra proteina.
Nei suoi studi Sanger determinò la completa sequenza proteica degli amminoacidi dell'insulina bovina. Sanger utilizzò quello che sarà chiamato il reagente di Sanger, fluorodinitrobenzene (FDNB), per studiare gli amminoacidi N-terminali dell'insulina. Con il metodo della cromatografia di partizione, appena scoperto in quegli anni da Richard Laurence Millington Synge e Archer John Porter Martin, Fred riuscì ad individuare nel 1945 due amminoacidi N-terminali quali la fenilalanina e la glicina, suggerendo che vi fossero almeno due catene polipeptidiche. Egli iniziò prima a lavorare sulla sequenza amminoacidica della catena B, più lunga, e poi sulla A, più breve. Tagliando l'insulina in frammenti più piccoli con acido cloridrico o con un enzima come la tripsina, applicando quindi una goccia della miscela su un foglio di carta da filtro e infine passando un solvente attraverso la carta in una direzione perpendicolare alla corrente elettrica, riuscì ad individuare i diversi frammenti molecolari dell’insulina, creando distinti pattern.
Sanger chiamò questi pattern "fingerprints" poiché, come le impronte digitali umane, sono caratteristiche di ogni proteina. In seguito riassemblando i frammenti corti in sequenze più lunghe di aminoacidi riuscì a dedurre la struttura completa dell'insulina nel 1955. Sanger concluse che l'insulina è costituita da una precisa sequenza di amminoacidi.
Sanger lavorò al sequenziamento dell’insulina per dieci anni dal 1944 al 1954, sequenziando i 51 amminoacidi delle due catene dell’insulina con un metodo da lui stesso ideato. L’importanza del lavoro di Sanger è stata immensa, permettendo di sequenziare anche proteine più complesse come la ribonucleasi pancreatica, l’enzima tripsina, l’emoglobina e la mioglobina. Per la sua scoperta, egli ottenne il Nobel nel 1958 a soli 40 anni, ma invece di finire a capo di un dipartimento decise di continuare le sue ricerche in laboratorio.

### Sequenziamento RNA
Sanger definì il periodo dal 1955 al 1964 come “lean years” perché in questi anni pubblicò relativamente poco in quanto stava cercando di etichettare radioattivamente le proteine. Una volta raggiunti i limiti del sequenziamento radioattivo, passò al sequenziamento degli acidi nucleici che erano più facili da sequenziare essendo formati solo da 4 nucleotidi rispetto ai 20 amminoacidi.
Sanger iniziò il sequenziamento dell'RNA nel 1962 nel momento in cui trasferì il suo gruppo di ricerca dal Dipartimento di Biochimica a un nuovo laboratorio appositamente costruito nella periferia di Cambridge, sponsorizzato dal Medical Research Council (MRC). Perfezionando le tecniche di sequenziamento che aveva sviluppato durante il suo lavoro sull'insulina, nel 1967 il gruppo di Sanger determinò la sequenza nucleotidica dell'RNA ribosomiale 5S dell’Escherichia coli, un piccolo RNA di 120 nucleotidi. Sanger riuscì a sequenziare diversi tRNA con i suoi collaboratori, così come il primo mRNA. Successivamente lui ed i suoi colleghi cercarono di sequenziare l’R17 RNA ma lasciarono il lavoro incompleto per provare a sequenziare il DNA.

### Sequenziamento DNA
Agli inizi degli anni '70, Sanger iniziò a interessarsi ai metodi di sequenziamento del DNA. Dopo una serie di esperimenti e in seguito allo studio di diversi metodi utilizzati per cercare di determinarne la sequenza, il metodo definitivo fu pubblicato nel 1977 e implicava l’utilizzo di dideossinucleotidi trifosfato.
Sanger aveva sempre sequenziato il DNA fagico a singolo filamento. Si pose quindi il problema di sequenziare anche la sequenza di circa 49.000 nucleotidi del fago a doppio filamento di DNA, che completò con l'aiuto dei colleghi nel 1982.
Durante i suoi studi emersero caratteristiche sul DNA che nessuno si aspettava. La prima sorpresa fu che i geni potevano "sovrapporsi" l'uno sull'altro nel DNA e che quindi una regione di DNA poteva codificare la sequenza di amminoacidi non solo di una, ma di due proteine.

Grazie al sequenziamento del DNA ottenne un secondo premio nobel insieme a Walter Gilbert e Paul Berg nel 1980. Frederick Sanger e Walter Gilbert condivisero metà del premio di chimica per il sequenziamento degli acidi nucleici, mentre a Paul Berg fu assegnata l'altra metà per i suoi studi fondamentali sulla biochimica degli acidi nucleici, con particolare riguardo al DNA ricombinante. Sanger è una delle cinque persone ad aver ricevuto il premio Nobel due volte.

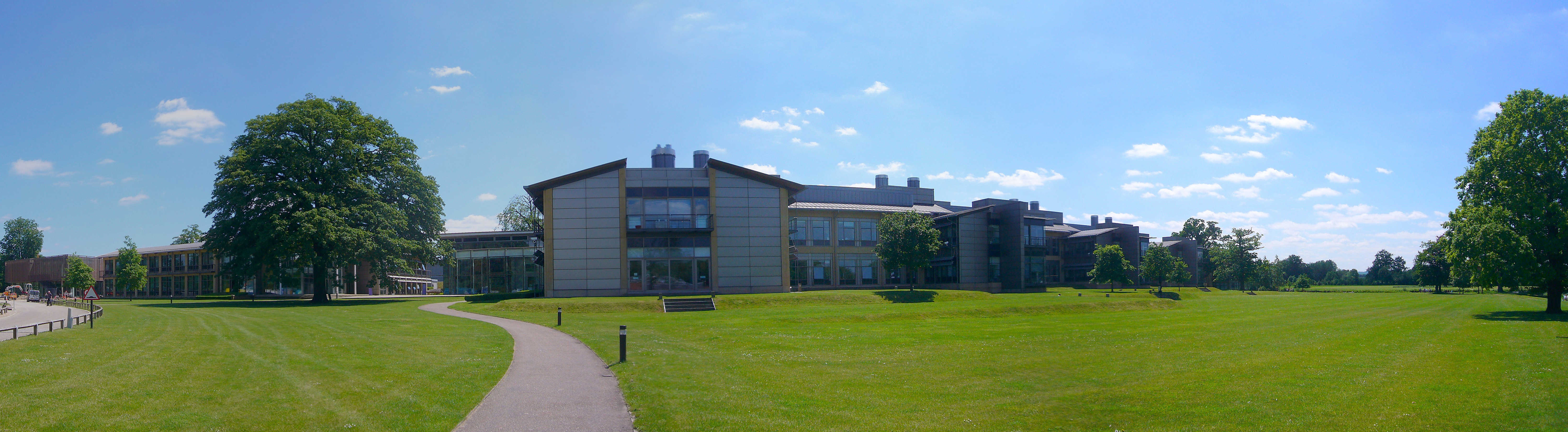
Istituto Sanger

### Ultimi anni
Fred Sanger andò in pensione nel 1983 a 65 anni e si trasferì a Far Leys. Nel 1992, il Wellcome Trust e il Medical Research Council istituirono il Sanger Center (ora Sanger Institute), a lui intitolato. Sanger morì nel sonno all’Addenbrooke Hospital di Cambridge il 19 novembre 2013.

## Premi e riconoscimenti
Fino al 2022, Sanger è stata l'unica persona ad aver ricevuto due volte il premio Nobel per la Chimica, seguito poi da Barry Sharpless.
È uno dei soli cinque premi Nobel per due volte: gli altri quattro sono Marie Curie (Fisica, 1903 e Chimica, 1911), Linus Pauling ( Chimica, 1954 e Pace, 1962), John Bardeen (due volte Fisica, 1956 e 1972) e Barry Sharpless (due volte Chimica, 2001 e 2022).
• Premio Nobel per la chimica 1958
• Premio Nobel per la chimica 1980